# 대한민국 민법 제10조
대한민국 민법 제10조는 피성년후견인의 행위와 취소를 규정한 민법총칙 조문이다. 2011년 3월 7일에 전문개정되었다. 본 조는 피성년후견인의 법률 행위 취소 가능성, 취소 불가능한 범위 및 일상적 행위 예외 등을 규정하며 피성년후견인의 권리를 보호하면 개인의 상태와 일상생활의 필요성을 균형 있게 반영하고 있다.

## 조문
제10조(피성년후견인의 행위와 취소) ① 피성년후견인의 법률행위는 취소할 수 있다.
② 제1항에도 불구하고 가정법원은 취소할 수 없는 피성년후견인의 법률행위의 범위를 정할 수 있다.
③ 가정법원은 본인, 배우자, 4촌 이내의 친족, 성년후견인, 성년후견감독인, 검사 또는 지방자치단체의 장의 청구에 의하여 제2항의 범위를 변경할 수 있다.
④ 제1항에도 불구하고 일용품의 구입 등 일상생활에 필요하고 그 대가가 과도하지 아니한 법률행위는 성년후견인이 취소할 수 없다.

## 같이 보기
- 후견인

## 참고 문헌
- 오현수, 일본민법, 진원사, 2014. ISBN 9788963463452
- 오세경, 대법전, 법전출판사, 2014 ISBN 9788926210277
- 이준현, LOGOS 민법 조문판례집, 미래가치, 2015. ISBN 9791155020869